# Fredericksburg (Virginia)
Fredericksburg ist eine unabhängige Stadt im Norden des US-Bundesstaates Virginia am Rappahannock River, in der Mitte zwischen Washington, D.C. und Richmond gelegen. Das U.S. Census Bureau hat bei der Volkszählung 2020 eine Einwohnerzahl von 27.982 ermittelt. Die Bevölkerungsdichte lag bei 1.034 Einwohnern je km². Die Stadt ist reich an historischen Stätten und zieht daher viele Touristen an. Außerdem gilt sie als Zentrum der Agrarindustrie. Zudem sind einige Betriebe der Leichtindustrie hier beheimatet.

## Geschichte

### 17. Jahrhundert
Fredericksburg wurde 1671 als ein Fort zur Erschließung des restlichen Virginias gegründet. Der Gouverneur Alexander Spotswood unterstützte 1714 die Ansiedlung einiger deutscher Familien aus dem Siegerland an einem Ort namens Germanna am Rapidan River und leitete zwei Jahre später eine Expedition zu den Blue Ridge Mountains.

### 18. Jahrhundert

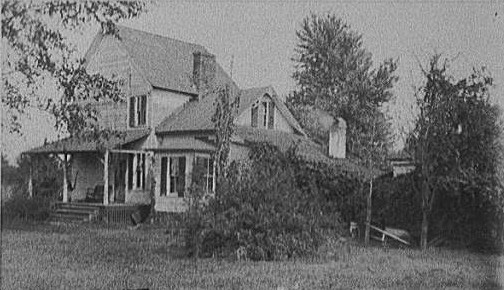
Ferry Farm, Wohnsitz der Familie Washington

Um die Ansiedlung weiter zu befördern, formte der Kolonialrat 1721 ein neues County, das nach dem damaligen Gouverneur Spotsylvania benannt und dessen Hafen das spätere Fredericksburg ab 1728 werden sollte. Seinen Namen erhielt die Neugründung nach Frederick, dem Fürsten von Wales, Sohn Georg II. und Vater Georg III. von Großbritannien. Auch die ersten Straßen in Fredericksburg benannte man nach Namen der königlichen Familie.

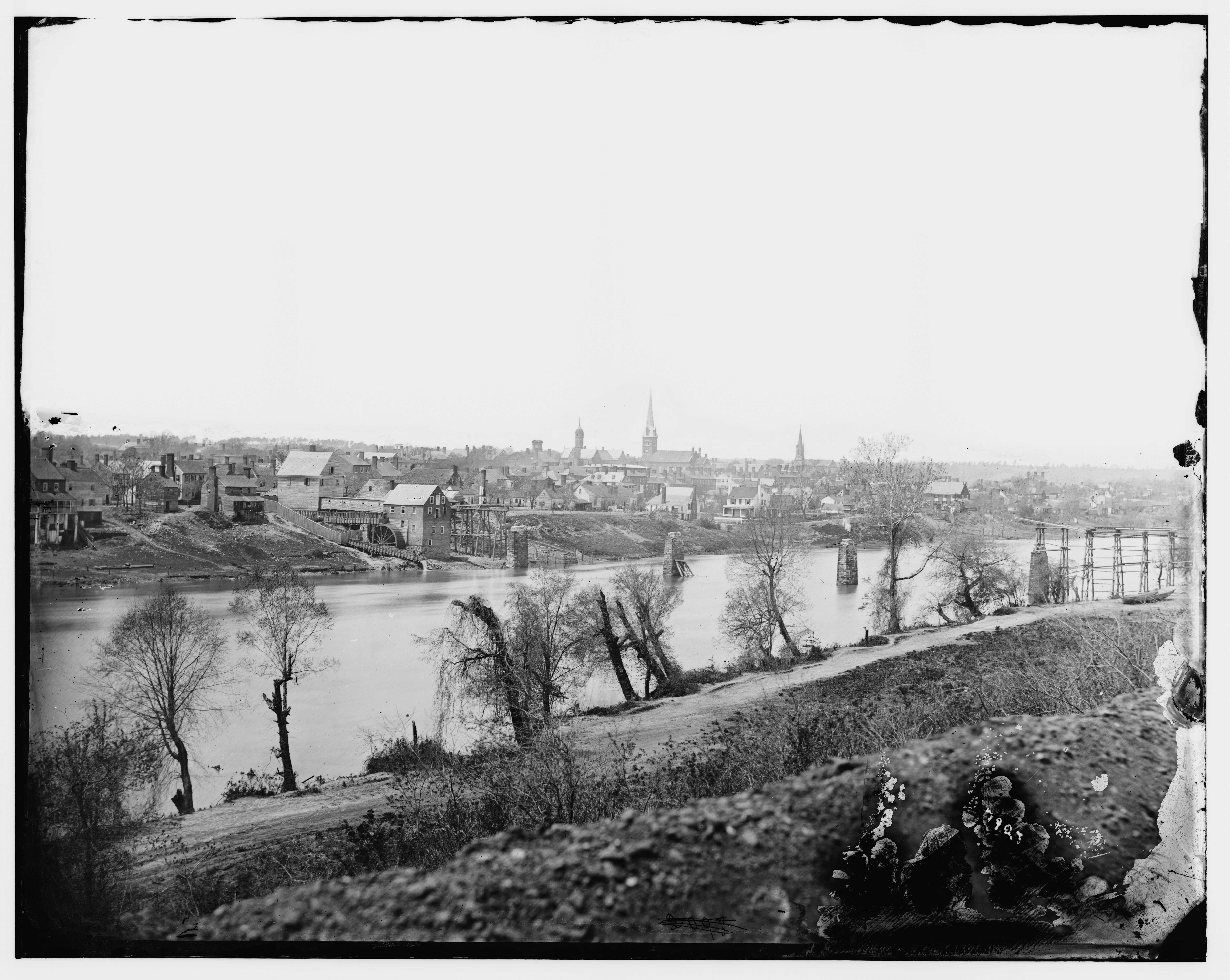
Fredericksburg mit Blick auf den Rappahannock River nach dem Bombardement 1862

1732 verlegt man den Sitz des County-Gerichts, sodass die Stadt bis 1780 ein faktischer Countysitz war, als man beschloss, diesen mehr in das Zentrum des Verwaltungsbezirks zu verlagern. Als countyfreie Stadt mit allen Justiz- und Exekutivrechten setzte man Fredericks dementsprechend im Folgejahr ein. 1879 und 1911 erlebte die Stadt teilweise Rechtsreformen, die ihre Verwaltung und Gerichtsbarkeit immer als freie Stadt beließen.
Die Stadt hat enge Verbindungen zur Familie George Washingtons, die 1738 zur Ferry Farm auf der gegenüberliegenden Seite des Rappahanock zog. Andere berühmte Bewohner dieser Stadt bzw. dieser Umgebung waren die Generäle des Unabhängigkeitskriegs Hugh Mercer und George Weedon, der Kaperkapitän John Paul Jones und der spätere US-Präsident James Monroe.

### 19. Jahrhundert

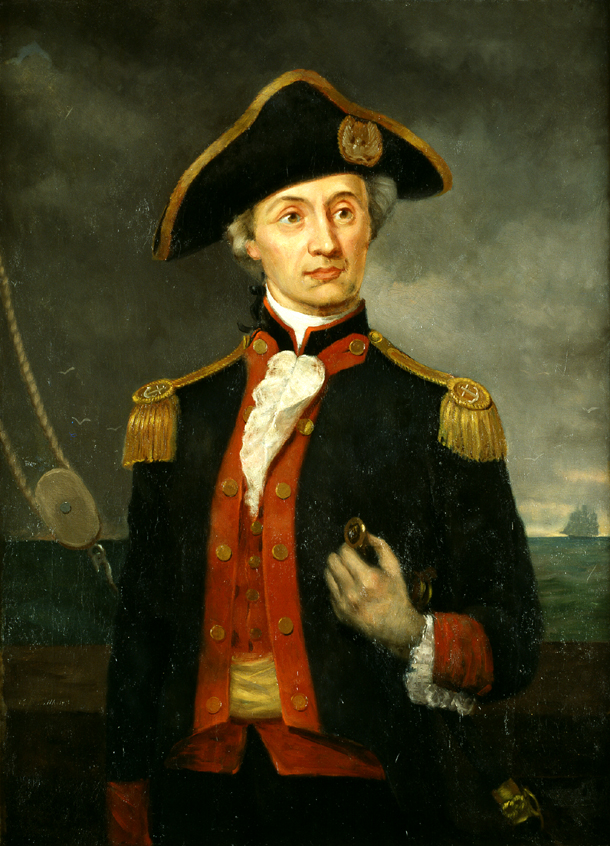
John Paul Jones

Während des 19. Jahrhunderts versuchte die Stadt, mit verschiedenen Maßnahmen die Landwirtschaft und Industrie zu modernisieren – jedoch mit begrenztem Erfolg. So verfolgte man Pläne, den Rappahanock zur besseren Schiffbarmachung teilweise zu kanalisieren und eine gebührenpflichtige befestigte Straße vom Inneren des Hinterlandes in die Marktstadt zu bauen. Bereits um 1837 verband eine in nord-südlicher Richtung verlaufende Eisenbahnlinie die Stadt mit Richmond, der Hauptstadt Virginias, aber was die Stadt viel dringender gebraucht hätte, nämlich eine Verbindung mit der Region des Farmlandes, blieb bis nach dem Sezessionskrieg unvollendet.
Während dieses Bürgerkriegs erlangte Fredericksburg besondere strategische Bedeutung, da die Stadt nur 55 Meilen südlich von Washington und 50 Meilen nördlich von Richmond gelegen war, was erneut verdeutlichte, wie militärisch exponiert beide Hauptstädte waren.
Während der Schlacht von Fredericksburg vom 11. bis zum 15. Dezember 1862 wurde die Stadt weitgehend zerstört: Einerseits durch das Bombardement, andererseits durch die Brandstiftungen der Unionstruppen. Am 3. Mai 1863 kam es im Umfeld von Fredericksburg zur sogenannten Chancellorsville campaign. Im Mai 1864 folgten die Schlachten bei Wilderness und Spotsylvania Court House, ebenfalls in unmittelbarer Nachbarschaft der Stadt.
Nach dem Krieg wurde Fredericksburg wieder zu einem Zentrum des Agrarhandels und erreichte langsam wieder das Vorkriegsniveau. Die University of Mary Washington (früher bekannt als Mary Washington College) wurde 1908 als die „State Normal and Industrial School for Women“ gegründet. 1938 erhob man die Institution in den Status eines College, das einige Jahrzehnte mit der Universität von Virginia als Frauencollege für „freie Künste“ (kaum zu verwechseln mit den septem artes liberales) assoziiert war. Seit 1970 ist das College auch für Männer zugelassen und hat nun einen unabhängigen Status. Ein separat gelegener Campus für graduierte Studiengänge liegt im Stafford County.

### 20./21. Jahrhundert und historische Stätten

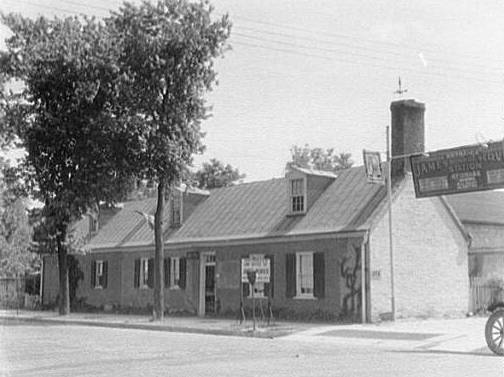
Law Office James Monroes

Heute ist die Stadt der kommerzielle Umschlagplatz für eine rasch wachsende Region im Norden Virginias. Auch wenn die Vorstädte in den vergangenen Jahrzehnten rasch wuchsen, sind noch zahlreiche historische Stätten vorhanden. Innerhalb der Downtown existieren immer noch große Wohnblöcke mit mehr als 350 Gebäuden aus dem 18. und 19. Jahrhundert. Beachtenswert sind dabei das Kenmore-Haus, die Heimat von Washingtons Schwester Betty und das Mary-Washington-Haus, wo deren Mutter Mary Ball Washington ihre letzten Lebensjahre verbrachte.
Andere historische Gebäude und Museen illustrieren das Stadtleben des 18. Jahrhunderts wie beispielsweise die Rising Sun Tavern, das 1966 in das National Register of Historic Places aufgenommen wurde.
Nennenswert ist ebenfalls Hugh Mercers Apotheke und James Monroes Anwaltskanzlei-Museum.
Bedeutsam ist auch das von James Renwick, Jr. entworfene Gerichtsgebäude von 1852. Renwick war Architekt des Smithsonian Instituts in Washington D.C. und der St. Patricks Kathedrale in New York. Die Stadt- und die Markthalle von 1816 sind ebenfalls sehenswert, wobei letzte heute ein Historisches Museum und ein Kulturzentrum beherbergt.

### Einwohnerentwicklung
| Jahr | Einwohner¹ |
| ---- | ---------- |
| 1980 | 15.322     |
| 1990 | 19.027     |
| 2000 | 19.279     |
| 2010 | 24.286     |
| 2020 | 27.982     |

¹ 1980–2020: Volkszählungsergebnisse

## Geographie
Die Stadt erstreckt sich über ein Areal von 27,2 km², das im Norden und Osten vom Rappahanock begrenzt wird. Im Norden und Osten schließt sich das Stafford County und im Süden und Westen das Spotsylvania County an.

### Gewässer
In Fredericksburg sind folgende Gewässer zu finden:
- Twin Lakes, ein Stausee

## Demographie

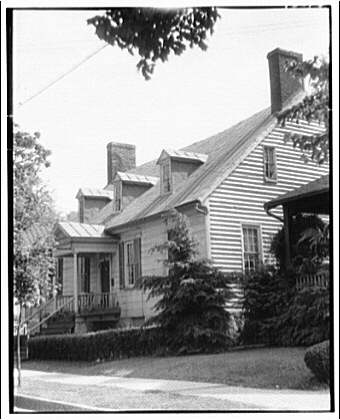
Rising Sun Taverne

Laut der Volkszählung im Jahr 2000 lebten in Fredericksburg 19.279 Einwohner in 8.102 Haushalten und 3.921 Familien. Die Bevölkerungsdichte beträgt 707,6 Menschen je km². Die Bevölkerung der Stadt teilt sich in 73,18 Prozent Weiße, 20,41 % Afro-Amerikaner, 0,34 % Indianer, 0,06 % ehemalige Bewohner der Pazifischen Inseln, 2,56 Prozent entstammen anderer ethnischer Herkunft bzw. 1,94 % leiten ihre Abstammung von zwei oder mehr Ethnien ab. 4,9 Prozent der Bevölkerung sind hispanischer oder lateinamerikanischer Abstammung.
In 21,6 Prozent der Haushalte leben minderjährige Kinder bei ihren Eltern, in 31,8 % wohnen verheiratete Paare, in 13,1 % leben allein erziehende Mütter, und in 51,6 % leben keine Familien bzw. unverheiratete Paare. 39,2 % aller Haushalte werden von einer einzelnen Person geführt und in 12,8 % der Wohnungen lebt eine alleinstehende Person, die älter als 65 Jahre ist. Die durchschnittliche Größe eines Haushalts beträgt 2,09 und die durchschnittliche Familiengröße 2,81 Individuen.
Die Altersstruktur der städtischen Bevölkerung Fredericksburgs spaltet sich folgendermaßen auf: 17,8 % unter 18 Jahren, 23,8 % zwischen 18 und 24 Jahren, 27,2 % im Alter zwischen 25 und 44, 18,4 % zwischen 45 und 64, sowie 12,8 Prozent, die älter als 65 Jahre sind. Das durchschnittliche Alter beträgt 30 Jahre.
Auf je 100 Frauen kommen 81,8 Männer. Nimmt man das Vergleichsalter 18 Jahre oder älter an, so ergibt sich sogar ein Verhältnis von 100:78,4.
Das durchschnittliche Einkommen eines Haushaltes dieser Stadt beträgt 34.585 US-Dollar, das mittlere Einkommen einer Familie 47.148 $. Männer verfügen über ein Einkommen von 33.641 gegen 25.037 $ bei Frauen. Das Pro-Kopf-Einkommen innerhalb der Stadt beträgt 21.527 Dollar. 15,5 Prozent der Bevölkerung und 10,4 % der Familien leben unterhalb der Armutsgrenze. In Bezug auf die Gesamtbevölkerung Fredericksburgs leben 19,9 % der unter 18-Jährigen und 8,8 % der über 65-Jährigen jenseits der Armutsgrenze.

## Wirtschaft
| Arbeitgeber                                | Anzahl Arbeitnehmer |
| ------------------------------------------ | ------------------- |
| Mary Washington Healthcare                 | 4.700               |
| University of Mary Washington              | 1.000               |
| City of Fredericksburg School Board        | 704                 |
| City of Fredericksburg                     | 598                 |
| Medicorp Health System                     | 550                 |
| Walmart                                    | 499                 |
| Wegmans                                    | 379                 |
| Snowden Services                           | 360                 |
| The Free Lance–Star Publishing             | 249                 |
| Rappahannock Area Community Services Board | 200                 |

## Sonstiges
Das Krankenhaus Mary Washington Hospital, ist benannt nach Mary Ball Washington, die Mutter des ersten US-Präsidenten George Washington.
Fredericksburg besitzt einen Flughafen, den Shannon Airport. Der Flughafen ist mit drei Landebahnen ausgestattet und wird auch vom US-Militär genutzt.
Die Privathochschule Strayer University besitzt in Fredericksburg einen Campus.
Der Shannon Green Golf Course, ein Golfplatz liegt in unmittelbarer Nähe zur Stadt.

### Friedhöfe
In Fredericksburg gibt es ebenfalls einige Friedhöfe von historischer Relevanz.
Fredericksburg Confederate Cemetery
Der Fredericksburg Confederate Cemetery geht zurück auf den Sezessionskrieg. Eine Gruppe von Witwen der Ladies Memorial Association, eine Frauenorganisation für Witwen die nach dem Krieg gegründet wurde, kauften 1867 ein Grundstück um ihre gefallenen Männer der konföderierten Staaten begraben zu können.
Der Friedhof liegt am Washington Avenue und ist täglich geöffnet.
Spotsylvania Confederate Cemetery
Der Spotsylvania Confederate Cemetery geht ebenfalls zurück auf den Sezessionskrieg. 1866 kauften lokale Witwen der Spotsylvania Memorial Association ein etwa 200 Ar großes Grundstück um etwa 600 Tote ehrwürdig bestatten zu können.
Der Friedhof befindet sich in der Courthouse Road und ist täglich geöffnet.
Fredericksburg National Cemetery
Der Fredericksburg National Cemetery wurde 1865 zum Nationalfriedhof ernannt. Dieser Friedhof des Sezessionskrieges hält 15.243 Soldaten begraben. Von diesen sind 2.473 als Unbekannt bestattet.
Der Friedhof liegt am Lafayette Boulevard und Sunken Road und liegt im Bezirk Marye's Heights, die ein Teil der Schlachten um Fredericksburg waren.
Gordon Cemetery
Der Gordon Cemetery ist ein kleines Familienfriedhof der Gordon-Familie die das Kenmore-Haus besaßen und etwa 40 Jahre dort lebten. Auf diesem Friedhof sind 12 Mitglieder der Familie bestattet. Der Friedhof ist von einer etwa 2 Meter hohen Ziegelmauer umgeben und einer Eintrittspforte ausgestattet.
Der Friedhof liegt an der Kreuzung vom Washington Boulevard und Pitt Street und befindet sich in einem guten Zustand.
Gleich hinter dem Friedhof liegt ein Tal, und auf dem gegenüberliegenden Hügel, wo heute das Mary Washington College steht, verlief einst die Frontlinie der Konföderierten Staaten.
Fredericksburg Masonic Cemetery
Der Fredericksburg Masonic Cemetery ist eines der ältesten Freimaurerfriedhöfe der Vereinigten Staaten und geht zurück bis auf das Jahr 1784 als ein etwa 60 Ar großes Grundstück von der Loge erworben wurde, um ihre Mitglieder und ihre Familien dort bestatten zu können. Er wird bis heute (mit Hilfe des benachbarten James Monroe Museum and Memorial Library) betrieben und instand gehalten.
Der Friedhof liegt in Fredericksburg an der Charles Street.
St. George Church Cemetery
Der St. George Church Cemetery geht zurück auf die erste St. George's Episcopal Church. Begraben sind hier unter anderem.
- John Dandridge (1700–1756), US-Offizier und Vater der ersten First Lady der USA, Martha Washington
- William Paul, Bruder vom Seefahrer und Freiheitskämpfer, John Paul Jones im Amerikanischen Unabhängigkeitskrieg (Siehe Bild)
- Fielding Lewis (1725–1781), US-Offizier im Amerikanischen Unabhängigkeitskrieg und Schwager von George Washington

Der Friedhof liegt in Fredericksburg an der Princess Anne Street.

### Kirchen
In Fredericksburg gibt es einige nennenswerte Kirchen und Religionsgemeinschaften, darunter:
- die Saint Georges Episcopal Church, erbaut 1849.
- die Saint Lukes Anglican Church
- die Saint Marys Catholic Church, gegründet 1858.
- die Shiloh Baptist Church, gegründet 1954.
- Beth Sholom Temple, jüdische Kirche, 1860.
- die Trinity Episcopal Church
- die Fairview Baptist Church
- die First Christian Church
- die Mount Zion Baptist Church, gegründet 1861.

Von besonderer historischer Bedeutung ist die Presbyterian Church of Fredericksburg. Sie wurde am 1. März 1984 vom National Register of Historic Places mit der Nummer 84003534 in die Register aufgenommen.

### Partnerstädte
- Este, Italien, seit 2015
- Fréjus, Frankreich, seit 1980
- Kathmandu, Nepal, seit 2015
- Princes Town, Ghana, seit 2006
- Schwetzingen, Baden-Württemberg, seit 2010[10]

## Sehenswürdigkeiten
In Fredericksburg und Umgebung gibt es zahlreich interessante sowie kulturelle Sehenswürdigkeiten.
Eine davon ist die Gari Melcher Memorial Gallery (auch bekannt als Gari Melchers Home and Studio). Sie fungiert heute als Museum und Erinnerungsstätte an den Künstler Gari Melchers.
Ein besonderes Flair bietet der Chimneys. Das historische Gebäude am Caroline Street 623 beherbergt heute ein Restaurant. Das Haus das ehemals noch an einem größeren Gebäude angeschlossen war, und 1769 errichtet wurde, ist am 3. April 1975 vom National Register of Historic Places in die Register aufgenommen worden. Ellen Lewis Herndon Arthur, Ehefrau des 21. US-Präsidenten Chester A. Arthur, wohnte hier, bevor sie ihn kennenlernte. Das Haus war bis 1967 in Privatbesitz.
Die Ridderhof Martin Gallery ist ein Museum auf dem Universitätsgelände der University of Mary Washington. Hier werden neben den etwa 5000 dauerhaften Kunstobjekten jedes Jahr Ausstellungen organisiert, die auch Ausstellungsstücke aus anderen Museen der Vereinigten Staaten beinhalten. Das Museum ist der Öffentlichkeit zugänglich.
Das George Washington Masonic Museum hingegen befasst sich mit der Freimaurerei George Washingtons. Das Hauptaugenmerk dieses Museums ist die Zeichnung George Washingtons des amerikanischen Malers Gilbert Charles Stuart.
In der Charles Street auf Nummer 1300, befindet sich das 1768 errichtete Saint James House. Es gehört noch zu den einzig wenig verbliebenen Häusern in Fredericksburg, die im 18. Jahrhundert gebaut wurden.
Im Fredericksburg Historic District liegt das James Monroe Law Office, in dem James Monroe seine Anwaltspraxis hatte. Heute beherbergt das Gebäude das James Monroe Museum.

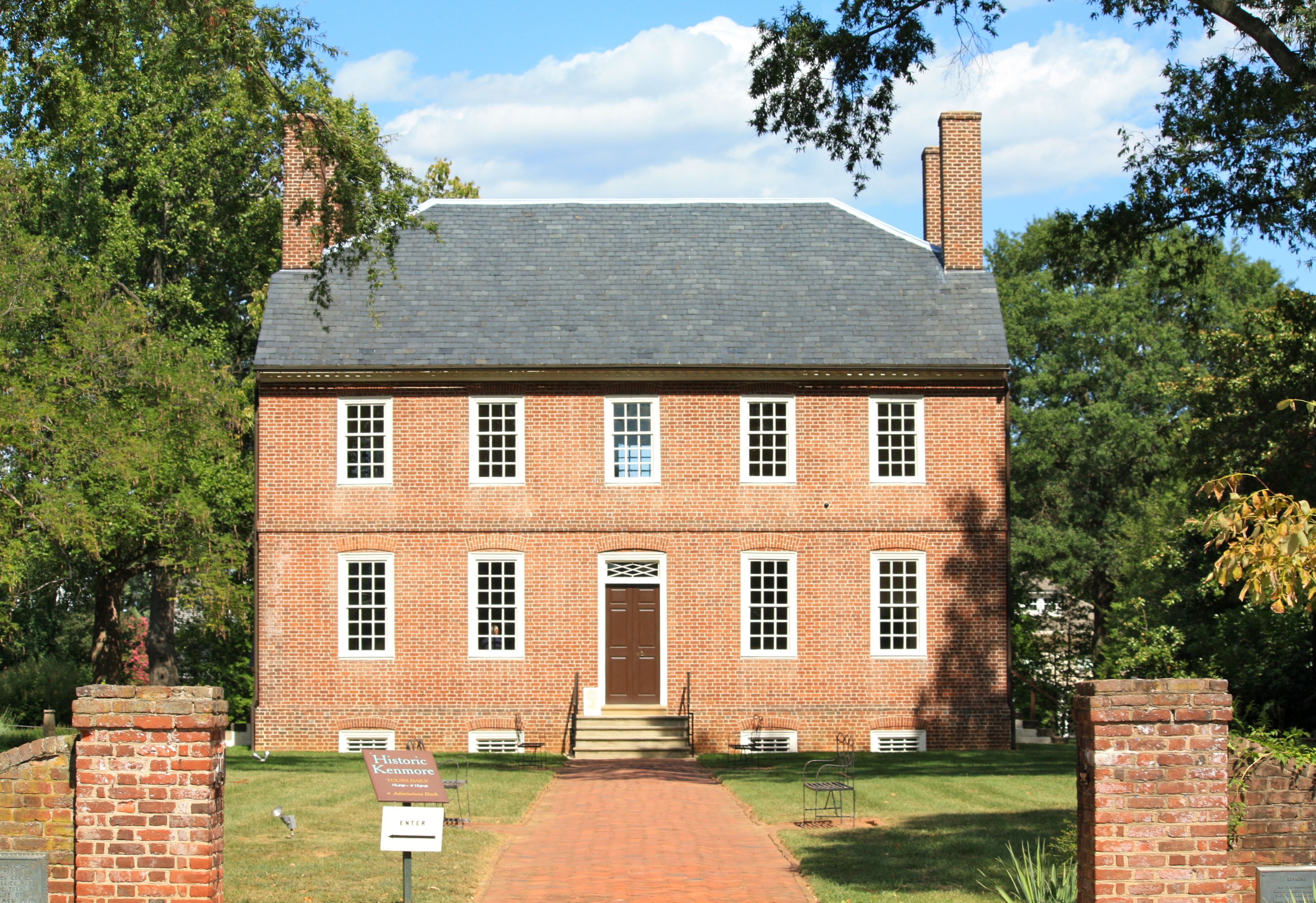
Frontansicht Kenmore (2010)

In Fredericksburg sind neben dem James Monroe Law Office zwei weitere National Historic Landmarks zu finden, das Herrenhaus Kenmore und die Rising Sun Tavern. Der National Park Service weist für die Stadt insgesamt 23 Bauwerke und Stätten aus, die im National Register of Historic Places (NRHP) eingetragen sind (Stand 30. November 2018).

## Söhne und Töchter der Stadt

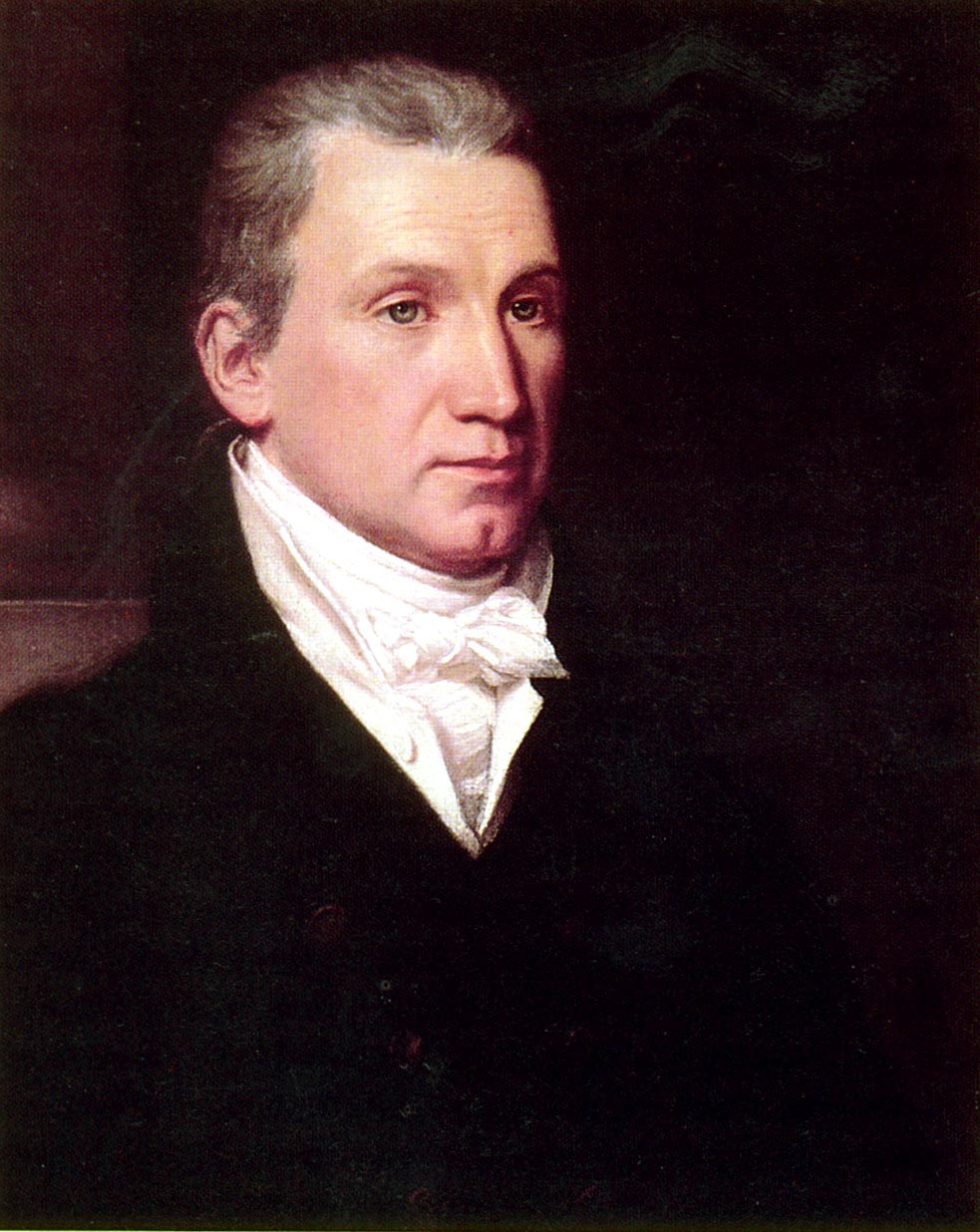
James Monroe, 5. US-Präsident

- Henry Crist (1764–1844), Politiker
- Charles F. Mercer (1778–1858), Politiker
- John Forsyth (1780–1841), Politiker, Außenminister und Gouverneur des Bundesstaates Georgia
- Fielding Lucas (1781–1854), Kartograf, Verleger und Künstler
- Augustin Smith Clayton (1783–1839), Politiker
- William P. Taylor (1791–1863), Politiker
- Jackson Morton (1794–1874), Politiker und Senator des Bundesstaates Florida
- John M. Patton (1797–1858), Politiker
- Jeremiah Morton (1799–1878), Politiker und Kongressabgeordneter für Virginia
- Clara Brown (ca. zwischen 1800 und 1803–1885), Sozialreformerin und Unternehmerin
- James B. Bowlin (1804–1874), Politiker
- Aylett Hawes Buckner (1816–1894), Politiker
- Peter W. Gray (1819–1874), Jurist und Politiker
- Dabney Herndon Maury (1822–1900), Generalmajor der Konföderierten Armee während des Sezessionskrieges
- John Lawrence Marye (1823–1902), Politiker
- Seth Maxwell Barton (1829–1900), Brigadegeneral der Konföderierten im Amerikanischen Bürgerkrieg
- John Adams Elder (1833–1895), Porträt-, Kriegs-, Genre- und Landschaftsmaler der Düsseldorfer Schule
- James Beverley Sener (1837–1903), Politiker
- Thomas Armat (1866–1948), Erfinder
- Charles O’Conor Goolrick (1876–1960), Politiker
- Sterling Byrd Lacy (1882–1955), Politiker
- Nicholson Barney Adams (1895–1970), Romanist und Hispanist
- Hugh Scott (1900–1994), Politiker und US-Senator des Bundesstaates Pennsylvania
- Alice Adams (1926–1999), Autorin und Universitätsprofessorin
- Frederick Kingsbury (1927–2011), Ruderer
- Jeff Rouse (* 1970), Schwimmer, Weltrekordler und Olympiasieger
- Monty Williams (* 1971), Basketballtrainer
- John Maine (* 1981), professioneller Baseballspieler
- David Wayne Kimball (* 1982), ehemaliger Profifootballspieler, zuletzt bei der Frankfurt Galaxy
- Erik Hurtado (* 1990), US-amerikanisch-mexikanischer Fußballspieler
- Waverly Austin (* 1991), Basketballspieler